# Alfred Jodocus Kwak
Alfred Jodocus Kwak, vaak kortweg Alfred J. Kwak, is een personage bedacht door Herman van Veen. Alfred J. Kwak verwierf internationale bekendheid als de eend in de gelijknamige Nederlands-Duits-Japanse tekenfilmserie, die in Nederland oorspronkelijk werd uitgezonden vanaf 1989 tot en met 1991.

## Geschiedenis
Aanvankelijk bedacht Herman van Veen een verhaal over Alfred voor zijn kinderen, nadat hij op een avond in de polder met zijn auto een eend had overreden en de volgende dag een moedereend met zeven eendenkuikens achter zich aan waggelend door zijn tuin zag lopen. In diezelfde tijd werd hem verzocht een theaterproductie te maken over een sprookje, waarop hij besloot de kleine gele eend als hoofdpersoon voor het stuk te nemen. Van Veen schreef in samenwerking met Annet Kossen daarvoor de teksten. De eend zou Van Veen hebben vernoemd naar zijn vriend Alfred Biolek, een Duitse televisie-entertainer, omdat hij liep met de waggelgang van een eend. De naam Jodocus leende Van Veen van een clown. Van Veen was, samen met Erik van der Wurff en Harry Sacksioni ook verantwoordelijk voor het componeren van de muziek. De musical voor kinderen die zo ontstond werd voor het eerst in 1976 gepresenteerd. Onder begeleiding van een orkest bracht Van Veen het verhaal over Alfred. Een deel van de opbrengst van de voorstellingen van de theatershow werden gedoneerd aan Unicef. Van Veen trad met de theatershow ook in het buitenland op, onder andere in Duitsland en Oostenrijk.
In 1978 werd bij Polydor voor het eerst een lp geproduceerd waarop Van Veen het stuk bracht, begeleid door het Residentie Orkest onder leiding van Van der Wurff. Deze lp kreeg in 1979 een Edison Music Award. In 1987 werd opnieuw een lp uitgebracht – deze keer onder de titel Herman van Veen zingt en vertelt de muziekfabel van Alfred Jodocus Kwak, met de opname van een uitvoering van de theatershow in Koningin Elisabethzaal te Antwerpen, samen met het Groot Waterlands Symfonie Orkest. In 1990 volgde de release van een cd, die de 52e plaats als hoogste notering behaalde en gedurende tien weken in de Nederlandse Album Top 100 verbleef.
In 2003 werd het theaterstuk opnieuw opgevoerd, nu met Bart van Gerwen en het Rotterdam Jeugd Symfonie Orkest. In 2005 waren er voorstellingen tijdens de Gentse Feesten.
Annet Kossen maakte als eerste een tekening van Alfred, voor de eerste grammofoonplaat. De uit Hamburg afkomstige tekenaar Harald Siepermann, sinds 1987 werkzaam voor Walt Disney Feature Animation voor films als Tarzan, Finding Nemo, Mulan en Brother Bear, was verantwoordelijk voor het uiteindelijke personage dat werd gebruikt voor de merchandising (in de vorm van boeken en stripboeken) en voor de tekenfilm over Alfred. Zijn getekende eendje werd de hoofdpersoon in de 52-delige tekenfilmserie die werd geproduceerd van 1989 tot 1991. De achtergronden in deze tekenfilm waren van de hand van de Duitser Hans Bacher, als grafisch ontwerper eveneens in dienst van Walt Disney Feature Animation.
De tekenfilm werd vanaf 1989 eerst uitgezonden in Nederland en Duitsland, waar de serie Alfred J. Kwak heet, en in Japan, waar de tekenfilm de naam Chiisana Ahiru no Ōkina Ai no Monogatari: Ahiru no Kwak (小さなアヒルの大きな愛の物語 あひるのクワック) kreeg. Daarna volgden al snel België, Griekenland, Oostenrijk, Italië, Spanje, Israël (waar Alfred de nieuwe, ongebruikelijke voornaam She'altiel kreeg), Finland, het Verenigd Koninkrijk, Servië, Polen, Zweden, Denemarken en IJsland. Uiteindelijk is de tekenfilm in 48 landen uitgezonden.
De begintune van de tekenfilmserie werd gevormd door het nummer Spetter Pieter Pater uit Van Veens theaterstuk uit 1978. Het nummer Ik ben vandaag zo vrolijk, gezongen door Ryan van den Akker en Herman van Veen, vormde de eindtune.

## Film en tweede televisieserie
Op 13 november 2008 werd op de officiële website van Herman van Veen een nieuwe serie en een nieuwe film aangekondigd. De serie zou gaan over de zoon van Alfred J. Kwak en Winnie Wana, met Alfred meer op de achtergrond als vaderfiguur. Ter promotie van Alfreds zoon zou er begin 2009 ook een boekenserie uitkomen, dit gebeurde echter pas eind van de zomer 2010. Volgens een interview met Van Veen op 19 augustus 2012 in Villa Vanthilt wordt de nieuwe serie, genaamd Alfred J. Kwak Junior, geanimeerd in 3D.
Op 5 oktober 2009 plaatste Harald Siepermann, de personage-ontwerper van de eerste serie, een geïnkte tekening van Alfred, Winnie en Henk die om een wiegje staan met een ei dat op barsten staat, op zijn blog. In de achtergrond is de schaduw van een hand te zien. Het boek Alfred Jodocus Kwak Vader is vanaf eind zomer 2010 te koop en gaat over hoe Winnie zeven eieren legt. Vervolgens worden de eieren een voor een gestolen en gesmokkeld naar Groot Waterland om verkocht te worden aan ooievaars en reigers die graag kuikentjes eten. De achtergrond van de cover laat duidelijk het silhouet zien van de hand van Dolf de Kraai.

## Anderstalige titels
- Arabisch: آلفرد كواك (Al Fard Koewak)
- Deens: Rasmus Rap
- Duits: Alfred J. (spreek uit: jot) Kwak
- Engels: Alfred Jonathan Quack, Little Duck's Big Love Story, The Adventures of Alfred J. Quack
- Fins: Alfred J. Kwak
- Hebreeuws: שאלתיאל קוואק (She'altiel Kwak)
- Hongaars: Alfréd, a kacsa
- Italiaans: Niente paura, c'è Alfred!
- Japans: あひるのクワック (Ahiru no Kuwakku), 小さなアヒルの大きな愛の物語 あひるのクワック (Chiisana Ahiru no Ooki na Ai no Monogatari Ahiru no Kuwakku; "Het verhaal van de grote liefde van een klein eendje: eend Kwak")
- Noors: Alfred Kvakk
- Pools: Alfred Jonatan Kwak
- Russisch: Приключения Альфреда Квака (Prikljoetsjenia Alfreda Kwaka)
- Servisch : Алфред Џонатан Квак (Alfred Džonatan Kvak)
- Spaans: Alfred J. (gota) Kwak
- Zweeds: Alfred Jeremias Kwak

## Musical 2011
Van 14 tot 25 juni 2011 werd de musical Vader gespeeld in theatercomplex DeLaMar. De musical werd geschreven en geregisseerd door Herman van Veen. De cast bestond uit Max Douw, Senna Gourdou, Fernand Huard, Milan Sekeris, Mark Haayema, Gaëtane Bouchez en Faizah Grootens. De nieuwe muziek (naast de al bekende nummers van Herman van Veen) werd gecomponeerd door Marnix Dorrestein en uitgevoerd door het Jodocus collectief. De teksten zijn geschreven door Eva Schuurman.

## Stripserie
Onder de titel De wonderlijke avonturen van de eend Alfred Jodocus Kwak zijn er enkele stripalbums verschenen, waarvan de verhaallijnen overeenkomen met bepaalde afleveringen uit de tv-serie. De tekeningen zijn van Harald Siepermann.

## Het verhaal

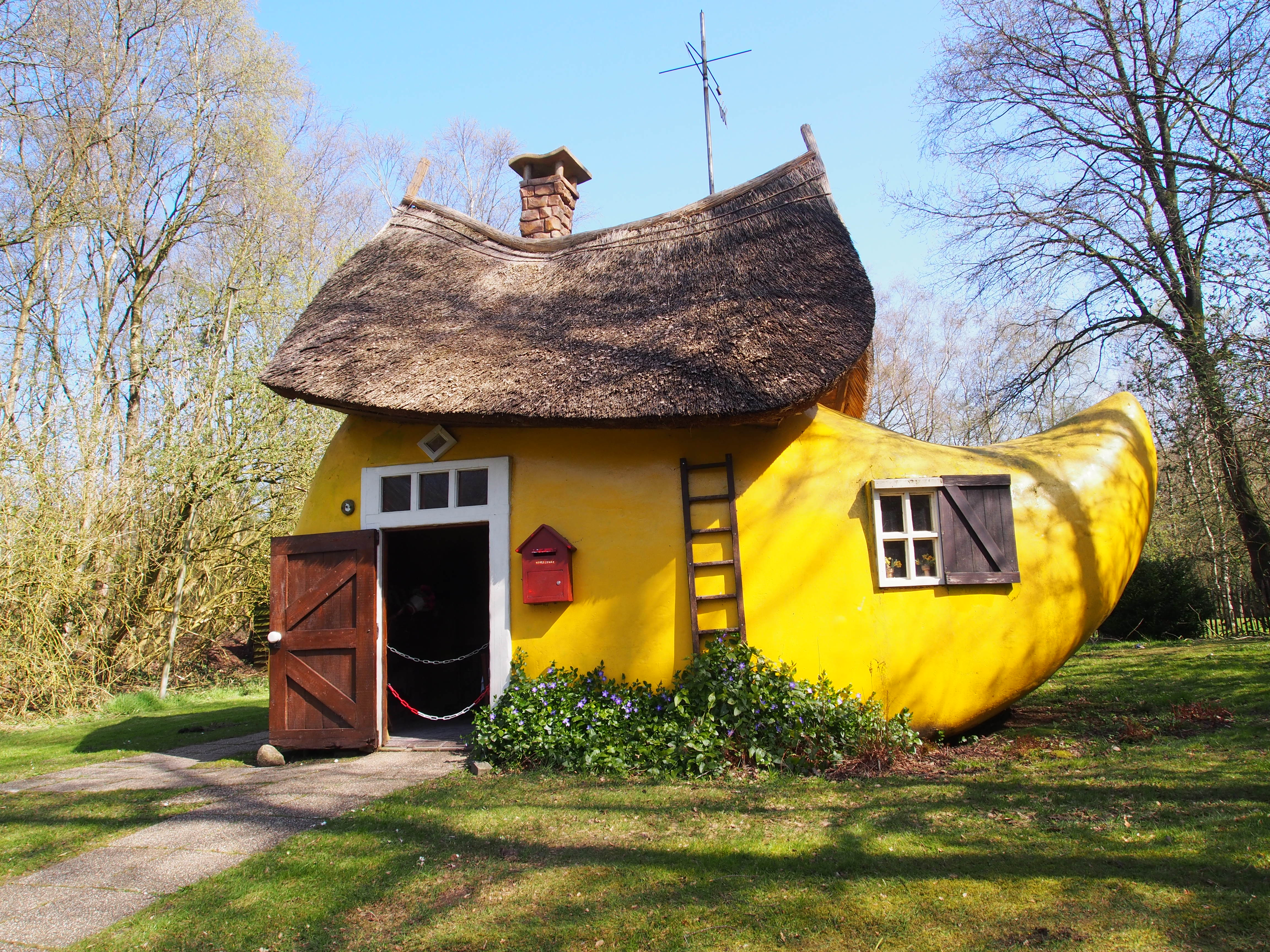
De Klompwoning van Alfred J. Kwak, van 1999 tot plm. 2021 te zien in het Veenpark

Alfred Jodocus Kwak wordt geboren als zoon van Johan Sebastiaan Kwak en Anna van de Polder. Vlak na zijn geboorte verliest Alfred zijn ouders en zijn broertjes en zusjes, die worden overreden door een grote auto, wanneer zij vanwege projectontwikkeling de polder waarin zij leefden hebben moeten ontvluchten. Henk de Mol, een goede vriend van de familie Kwak, ontfermt zich over de kleine, gele eend.
Onder toezicht van zijn adoptievader groeit Alfred op in een woonklomp in Groot Waterland. Daarbij beleeft hij een groot aantal avonturen.

## Personages
Alfred Jodocus Kwak

Alfred Jodocus Kwak is de hoofdpersoon van de tekenfilmserie. Alfred is een kleine, gele eend, wonend in een uitgebouwde klomp in Groot Waterland. Hij is moedig, vol dadendrang, eerlijk en altijd bezorgd om het welzijn van een ander. Dat resulteert erin dat hij zichzelf en zijn adoptievader Henk de Mol regelmatig in gevaar brengt. De Nederlandse stem is ingesproken door Ryan van den Akker.
Henk de Mol

Henk de Mol is een mol en erkend mijnbouwexpert, die zich na de dood van diens ouders om Alfred bekommert. Henk staat Alfred in al zijn avonturen bij en geeft hem daarbij doordachte adviezen. Alfred beschouwt hem als zijn vader en zijn beste vriend. De Nederlandse stem is ingesproken door Frits Lambrechts.
Dolf de Kraai

Dolf, zoon van een merel en een kraai, schaamt zich voor zijn gele snavel die hij geërfd heeft van zijn moeder en poetst hem daarom elke ochtend zwart met schoensmeer. Hij is sinds de kinderjaren van Alfred diens tegenstander en is gemodelleerd naar Adolf Hitler; (dat Dolf in feite een merel als moeder heeft zinspeelt op het feit dat Hitlers vader een onecht kind was; Hitler was dus zelf niet overtuigd van zijn "raszuiverheid"). Reeds op jonge leeftijd komt Dolf in aanraking met justitie, waarna hij steeds verder afdaalt in zijn zoektocht naar macht. Dolf evolueert van een pestkop op school tot een Hitlerfiguur, en uiteindelijk tot misdadiger. De Nederlandse stem is ingesproken door Johnny Kraaijkamp jr.
Winnie Wana

Winnie is het vriendinnetje van Alfred, een zwarte vrouwtjeseend. Haar vader Kwah Wanna heeft Winnie en haar broertje Tom naar Groot Waterland gestuurd om zijn strijd voor gelijke rechten zonder gevaar voor zijn kinderen te kunnen voortzetten. De Nederlandse stem is ingesproken door Ena Heese.

### Thema's
In tegenstelling tot vele andere tekenfilms voor de doelgroep van kleine kinderen, wordt in Alfred J. Kwak een groot aantal maatschappelijke en politieke problemen aan de kaak gesteld, zoals ontwikkelingssamenwerking en machtsmisbruik, maar ook thema's als vriendschap en solidariteit.
Zo evolueert het karakter Dolf, die Alfred aanvankelijk nog als vriend ziet, al gauw in een evenbeeld van Adolf Hitler, hoewel hij veelal bij officiële gelegenheiden gekleed gaat in een napoleontisch uniform. Dolf is leider van de Kraaienpartij, welke sterke overeenkomsten kent met de NSDAP (de vlag lijkt op die van de NSDAP en het kraaienpootsymbool lijkt op het NSB-rouwteken) en later een oorlog start op een manier die veel doet denken aan nazi-Duitsland in de Tweede Wereldoorlog. Dolf, wiens naam ook lijkt op Adolf, past zelfs rassenleer toe, ondanks het feit dat ook hij half kraai, half merel is. Zo pest hij Alfred om het feit dat deze een eend is maar zijn vader een mol. Zijn afkomst is onduidelijk, waardoor Dolf zijn gele merelsnavel zwart moet kleuren om op een echte kraai te lijken. Toch wordt Dolf in het begin van de serie op een genuanceerde manier benaderd, alsof hij slachtoffer is geworden van een moeilijke jeugd.
Ook de apartheid komt in de tekenfilm aan de orde. Zo vlucht het vriendinnetje van Alfred, Winnie, naar alle waarschijnlijkheid vernoemd naar Winnie Mandela, uit een land met een regime gelijkend op dat van Zuid-Afrika ten tijde van de daar heersende apartheid. Haar vader Kwah Wanna lijkt daarbij gebaseerd te zijn op Nelson Mandela.
Andere maatschappelijke problemen die in de tekenfilmserie verwerkt zijn, zijn onder andere de walvisvaart, de armoede in Afrika (waarbij verwezen wordt naar het in 1985 door Bob Geldof georganiseerde project Live Aid voor Ethiopië), de milieubeschadiging door oliewinning en het conflict in het Midden-Oosten.

### Televisieafleveringen en kinderboeken
Van de serie Alfred J. Kwak zijn 52 afleveringen gemaakt, die in Nederland voor het eerst uitgezonden werden in de periode 1989-1991 op de VARA. Ook werden er drie series van in totaal zestien kinderboeken uitgebracht van de serie.
Eind 2010 verscheen het boek De Wonderlijke Avonturen van Alfred J. Kwak, waarin alle 52 afleveringen uitgeschreven waren als lang verhaal. In dit boek komen de hoofdstuktitels niet altijd overeen met de afleveringstitels.

## Prijzen
In 1991 won Herman van Veen de Goldene Kamera, de Duitse televisieprijs, voor de animatie in Alfred Jodocus Kwak.

## Trivia
- Het verhaal heeft betrekking op de tekenfilmserie. In de oorspronkelijke theatershow uit 1978 werd de achtergrond van Alfred J. Kwak niet vermeld, evenmin dat hij door Henk de Mol was opgevoed. Wel komt Henk de Mol als een "vriendje" van Alfred in het verhaal voor en belooft hij met zijn familie een kanaal te graven.
- De koning wordt in de theatershow uit 1978, in de scènes waarin Alfred zijn vrienden de vos, de ladder, de rivier en de bijen meeneemt naar het kasteel, de koning van Rimpelrug genoemd. Hij is nadrukkelijk boosaardiger dan de koning in de serie. Ook jonker Poen van Kalekoen heeft een klein rolletje in het verhaal van de show. Zijn naam is dan jonkheer Koen van Kalepoen.
- De aflevering De Bijen is gebaseerd op de theatershow uit 1978, maar mist de vos, de ladder en de rivier als personages. In het oorspronkelijk verhaal verzon de boosaardige koning meerdere manieren om Alfred kwijt te raken, maar werd Alfred steeds door een van zijn reisgenoten gered. Eerst werd Alfred in het kippenhok gestopt, maar gered door de vos die de kippen opat. Daarna werd Alfred in de put gegooid, waar hij met behulp van de ladder weer uit klom. Toen werd Alfred in de oven geworpen, maar gered door de rivier die het vuur bluste. Dat de bijen Alfred de koning en zijn ministers steken is wel behouden gebleven, maar in de serie redden zij Alfred eerst uit de kerker. In de oude theatershow jagen de bijen de koning en zijn ministers het raam uit, de dood in, en wordt Alfred de nieuwe koning. In de serie rennen de koning en de ministers alleen maar weg en wil Alfred helemaal geen koning worden.
- De aflevering De Boerenganzen werd bij uitzendingen van de serie vaak vervangen door Het Verjaardagsfeestje. Dit is waarschijnlijk in verband met de racistische opmerkingen gemaakt door Wannes de Gans. De video-uitgaven van Alfred J. Kwak slaan deze aflevering over. Hij is echter wel te zien op de dvd Liefde 3.
- De ooievaar Ollie verandert tijdens de serie van geslacht. In bijvoorbeeld de aflevering De Schaakkoningin wordt Ollie door Alfred aangeduid als 'een vriendin', maar in latere afleveringen wordt Ollie als man aangeduid.
- In de aflevering Eind goed al goed laat Alfred nadat hij in het Land van Twee alle mozons heeft vernietigd met een magische viool en opgesloten wordt door de koning van het land alle kinderen verdwijnen nadat hij de koning heeft gedwongen om het land eerlijker te verdelen, zodat de mozons voorgoed wegblijven. Dit is een verwijzing naar het bekende sprookje van De rattenvanger van Hamelen.